# 里韦拉杜尔赫列特
里韦拉杜尔赫列特，是西班牙加泰罗尼亚莱里达省的一个市镇。 总面积107平方公里，总人口811人（2001年），人口密度8人/平方公里。